# Mainbrücke Viereth
Die Mainbrücke Viereth ist eine rund 147 Meter lange Straßenbrücke, die den Main bei Kilometer 379,83 überspannt. Sie überführt die Staatsstraße 2262 und verbindet die oberfränkischen Orte Viereth und Unterhaid.

## Baugeschichte
Eine Mainfähre bestand jahrhundertelang bei Viereth. 1880 war es eine Gierfähre an einer rotierenden Grundkette. Diese wurde durch eine am 30. Oktober 1904 eröffnete Brücke ersetzt, um eine bessere Verbindung zu den rechtsmainischen Gemeindegebieten und zu den 1853 eröffneten Bahnhöfen in Staffelbach und Oberhaid an der Bahnstrecke Bamberg–Würzburg herzustellen. Es war eine einfeldrige Fachwerkkonstruktion aus Flussstahl mit einer Länge von 61,6 Metern und 4,5 Meter Breite.
Von 1921 bis 1923 ließ die Rhein-Main-Donau AG im Rahmen des Mainausbaus zur Großschifffahrtsstraße die Staustufe Viereth errichten und das Flussbett westlich von Viereth begradigen. Dabei musste die Brücke 150 Meter flussabwärts versetzt werden. Dies erfolgte Ende 1923 mit zwei Lastenkähnen, auf denen 10 Meter hohe Holzgerüste zur Aufnahme der Brückenlast montiert waren. Zur Verbesserung der Durchfahrtshöhe wurde die Brücke am neuen Standort mit Hilfe von Pressen 1,8 Meter höher gelagert. Am 13. April sprengte die Wehrmacht die Mainbrücke. Nach einer Schiffsbrücke und einem Fährbetrieb konnte die Brücke 1947 eröffnet werden. Sie war, mit Resten der zerstörten Regnitzbrücke bei Hirschaid ergänzt, wiederhergestellt worden.
Für eine leistungsfähigere Straßenverbindung und einen besseren Hochwasserabfluss entstand von November 1973 bis Mai 1975 eine neue Mainbrücke mit drei Öffnungen in 145 Meter Entfernung flussabwärts von dem alten Mainübergang. Die Spannbetonbalkenbrücke mit einem gevouteten Hohlkastenquerschnitt hat eine Länge von 147,3 Metern, eine Fahrbahnbreite von 8,5 Metern und beidseitig Gehwege von je 1,5 Metern. Eine Skulptur des Bamberger Bildhauers Robert Bauer-Haderlein wurde am nördlichen Brückenende aufgestellt.
Aufgrund von Bauwerksschäden ist für Anfang der 2020er Jahre ein Ersatzneubau vorgesehen.